# إريك موبلي
إريك موبلي (بالإنجليزية: Eric Mobley)‏ مواليد 1 فبراير 1970 في ذا برونكس، هو لاعب كرة سلة أمريكي معتزل. بدأ مسيرته الاحترافية في سنة 1994. تم اختياره من قبل فريق ميلووكي باكز خلال الدرافت. حمل الرقم 52. يبلغ طوله 6 قدم 11 بوصة (2.1 م). اعتزل اللعب في 1997. أحرز خلال مسيرته في الإن بي إيه 440 نقطة بمعدل 3.9 نقاط في المباراة الواحدة.

## روابط خارجية
- إريك موبلي على موقع إن بي أي (الإنجليزية)
- إريك موبلي على موقع سبورتس رفرنس (الإنجليزية)
- إريك موبلي على موقع كرة السلة الأوروبية.كوم (الإنجليزية)
- إريك موبلي على موقع كلية كرة السلة في سبورتس رفرنس.كوم (الإنجليزية)
- إريك موبلي على موقع ريلجم (الإنجليزية)
- إريك موبلي على موقع بروبوليرز (الإنجليزية)